# Abel (Ursinho Pooh)
Abel (Rabbit, no original em inglês), também conhecido como Coelho, é um personagem da turma do Ursinho Puff.
Abel é um coelho amarelo que gosta muito de jardinagem, sua maior paixão na vida é a sua horta. Quando não está saindo — meio a contra-gosto, é verdade — em aventuras com Tigrão, Leitão, Bisonho e os outros habitantes do Bosque, Abel prefere a paz da floresta e de sua plantação de cenouras.
Por ser o mais velho (depois do Corujão), também é um dos mais resmungões da turma; mas seus anos de vida a mais são repletos de experiência, e por isso acabam colocando Abel no papel de conselheiro do restante do grupo.

## Aparições
- Winnie-the-Pooh (livro)
- The House at Pooh Corner (livro)
- The Many Adventures of Winnie the Pooh (filme)
- The New Adventures of Winnie the Pooh (série animada)
- Pooh's Grand Adventure: The Search for Christopher Robin (filme)
- Winnie the Pooh: Seasons of Giving (filme)
- The Tigger Movie (filme)
- The Book of Pooh (série animada)
- Winnie the Pooh: A Very Merry Pooh Year (filme)
- Piglet's Big Movie (filme)
- Winnie the Pooh: Springtime with Roo (filme)
- Pooh's Heffalump Movie (filme)
- Pooh's Heffalump Halloween Movie (filme)
- My Friends Tigger & Pooh (série animada)
- Pooh's Super Sleuth Christmas Movie (filme)
- Kingdom Hearts II (jogo)